# Fitnessraum
Fitnessraum ist ein Überbegriff für verschiedene Arten von Fitness-, Trainings- oder Sporträumen, die für den privaten Gebrauch zu Hause eingerichtet sind. Weitere Synonyme sind Heimstudio, Homegym oder Kraftraum.
Ein Fitnessraum eignet sich je nach Einrichtung für Bodyweight-Training, Fitnesstraining, Krafttraining, Ausdauertraining, aber auch für Pilates oder Yoga.

## Begrifflichkeiten
Das Wort Homegym stammt aus dem Englischen und setzt sich aus den beiden Wörtern Home (deutsch Zuhause) und Gym (deutsch Fitnessstudio) zusammen. Es ist sowohl die zusammengesetzte Schreibweise (Homegym) als auch die getrennte Schreibweise (Home Gym) verbreitet.

## Ausstattung
Die Ausstattung eines Fitnessraums hängt maßgeblich davon ab, wie der Besitzer seinen Trainingsraum gestalten möchte. Beispielsweise können enthalten sein:
- Gymnastikmatte oder anderer funktionaler Bodenbelag
- Klimmzugstange
- Lang- und Kurzhanteln
- Hantelbank
- TRX-Trainer
- Kraftstation
- Fahrradergometer
- Crosstrainer/Stepper